# Caponieră

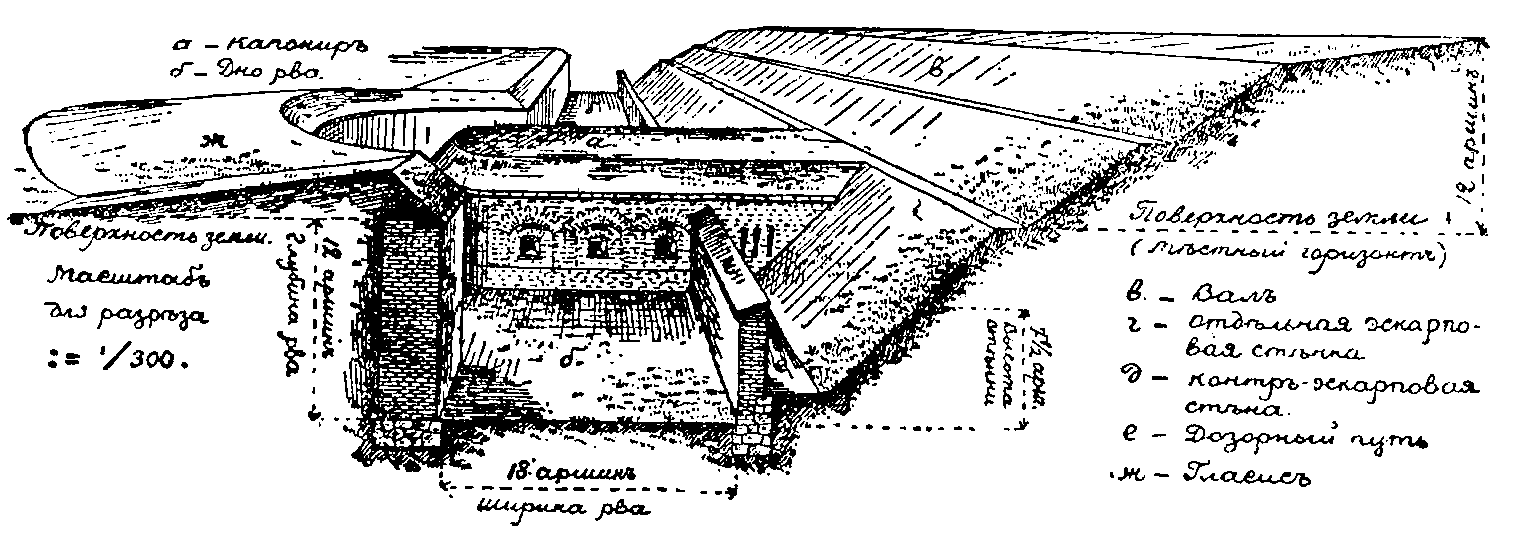
O caponieră

O caponieră este un element de fortificație. Termenul vine din franceză caponnière (casă).

## Descriere
Caponiera este o mică cazemată situată într-un șanț de apărare și este destinată împiedicării atacanților care au pătruns în șanț să se stabilească acolo, prin executarea unui foc în anfiladă. Pentru a fi protejate de focul direct, ele erau plasate sub nivelul solului, nefiind vizibile din pozițiile de atac, și erau acoperite cu pământ.
Caponierele trebuie să asigure acoperirea șanțului până la primul cot. Pe o porțiune dreaptă nu se dispuneau mai multe caponiere pentru a nu se lovi reciproc. Caponierele s-au dezvoltat odată cu fortificațiile bastionare, unde aveau formă de pană și acopereau două șanțuri, perpendiculare pe fețele caponierei. În unele fortificații caponierele serveau și ca punct de acces în avanposturi, de exemplu erau amenajate sub podurile de acces pe raveline.

## Imagini

Imagini de caponiere
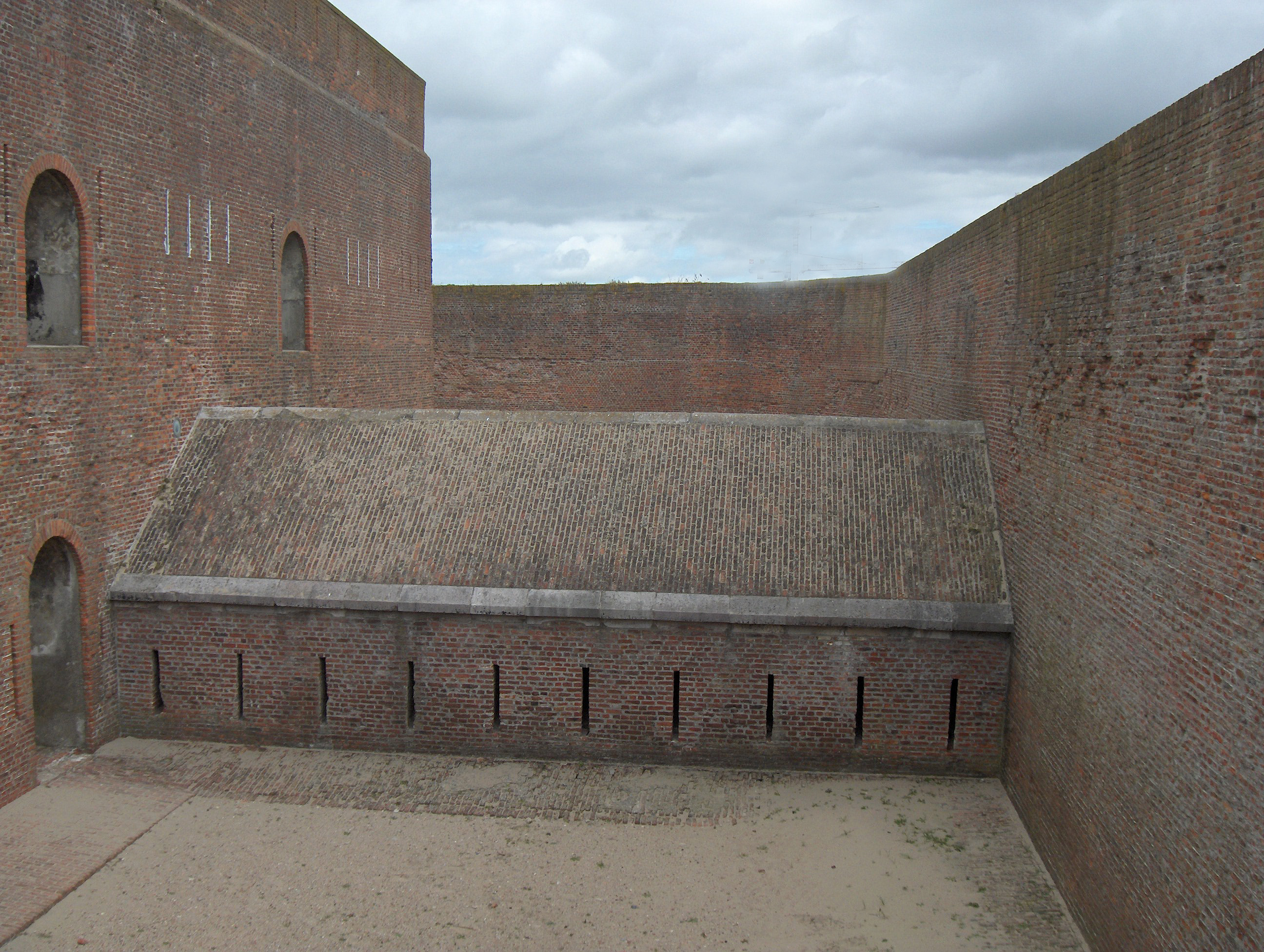
Caponieră, Fort Napoleon, Ostende, Belgia
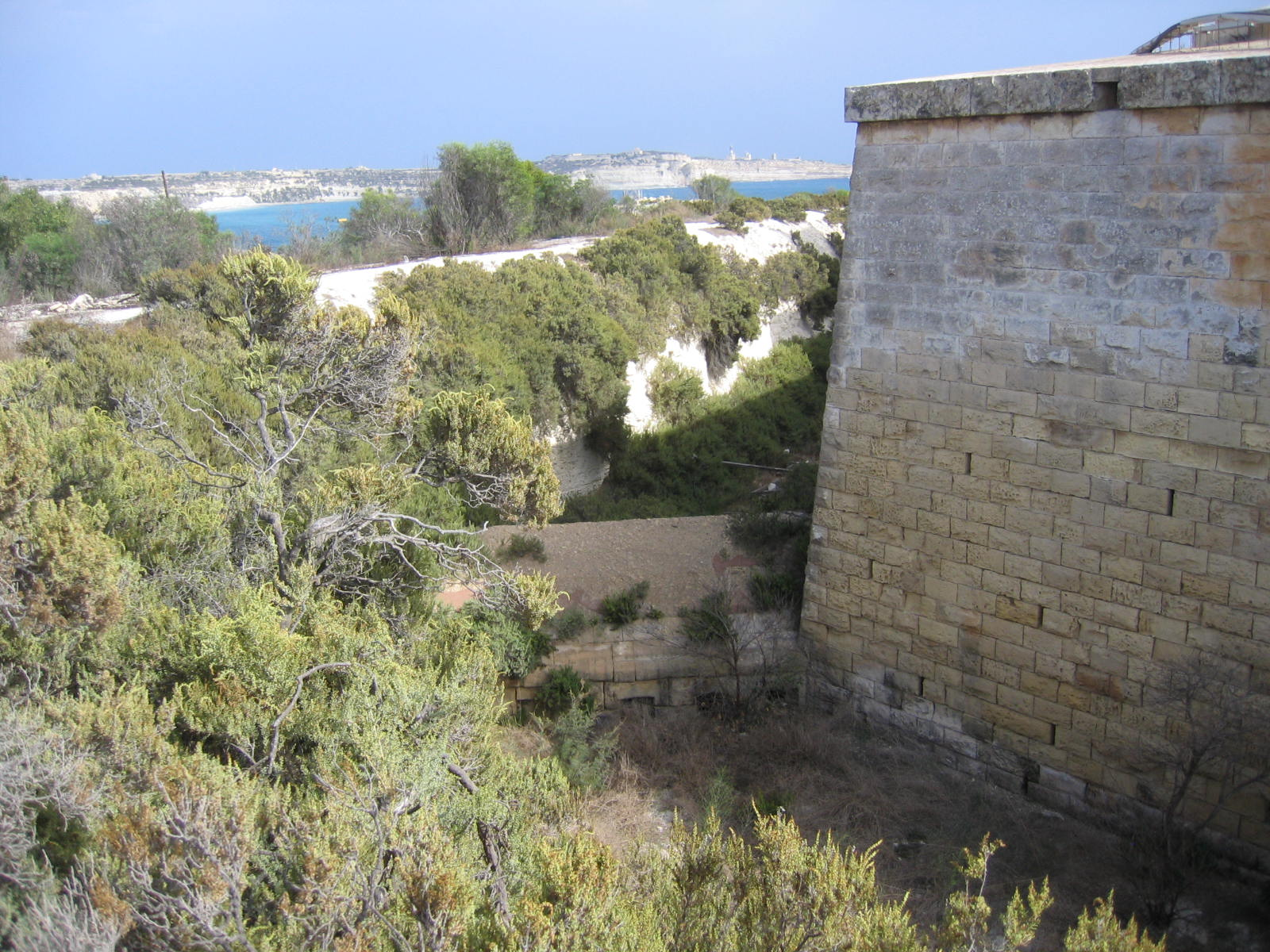
Caponieră, Fort San Lucian Malta
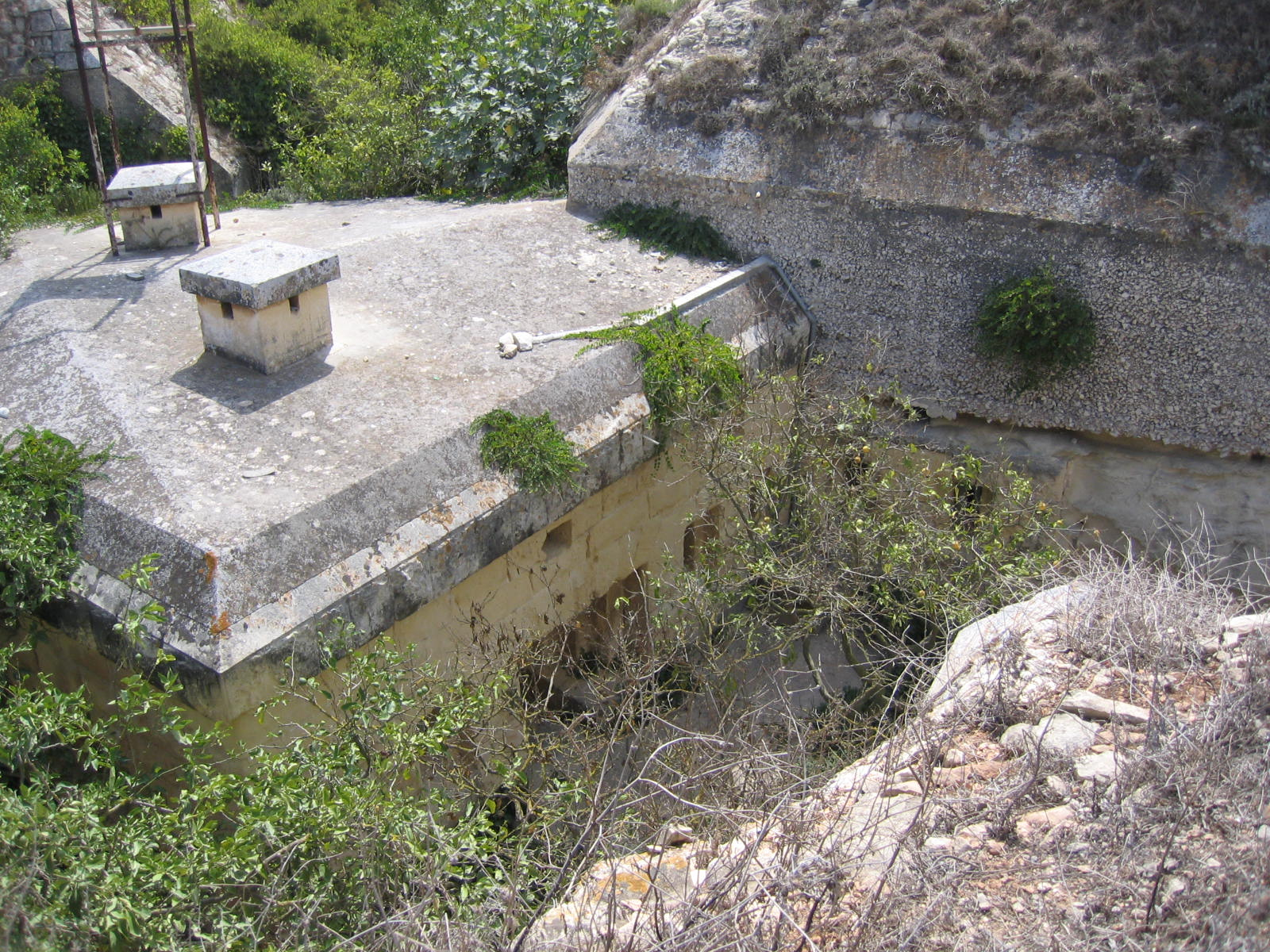
Caponieră, Fort Tas-Silġ, Malta
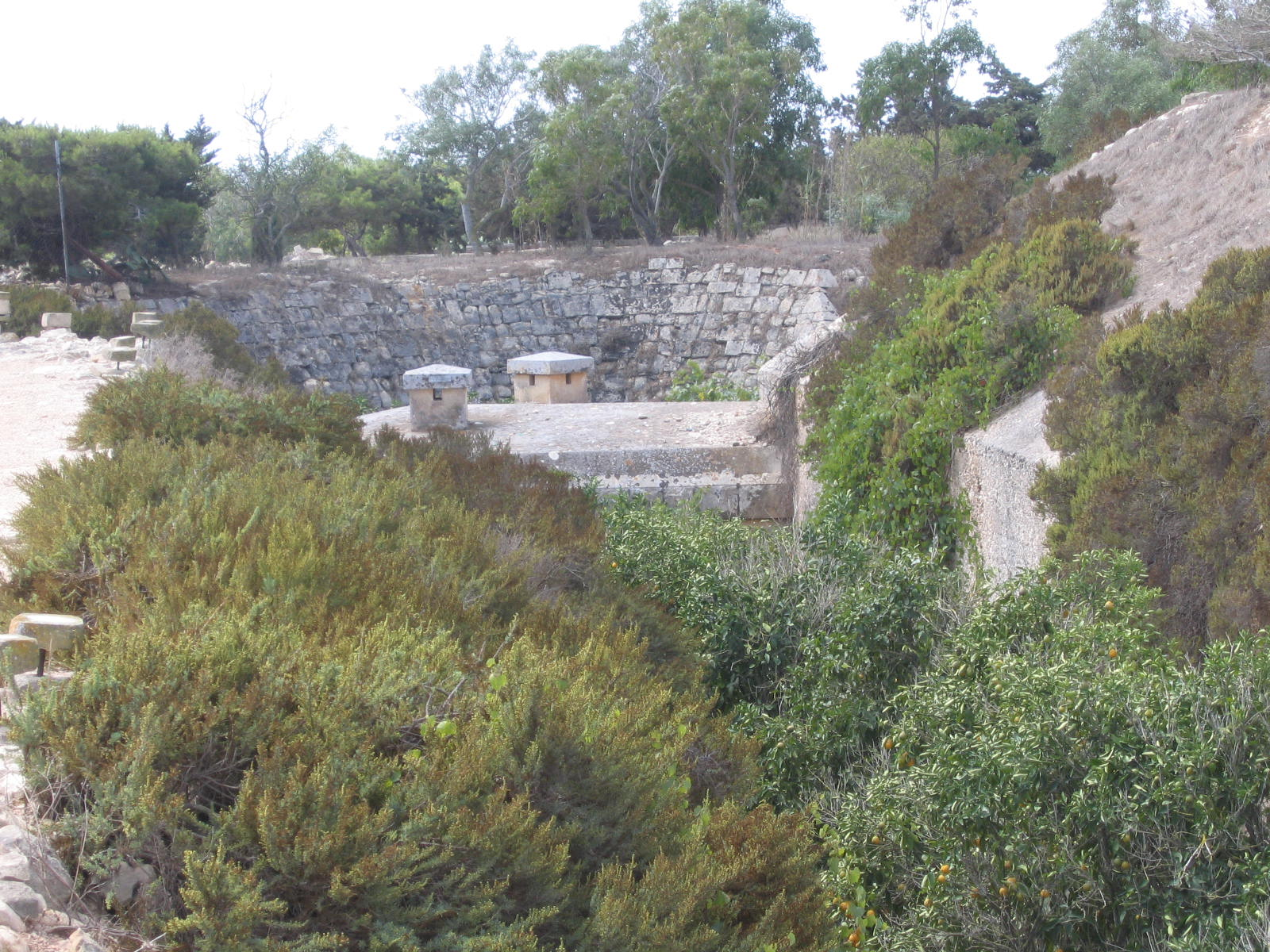
Caponieră, Fort Tas-Silġ, Malta
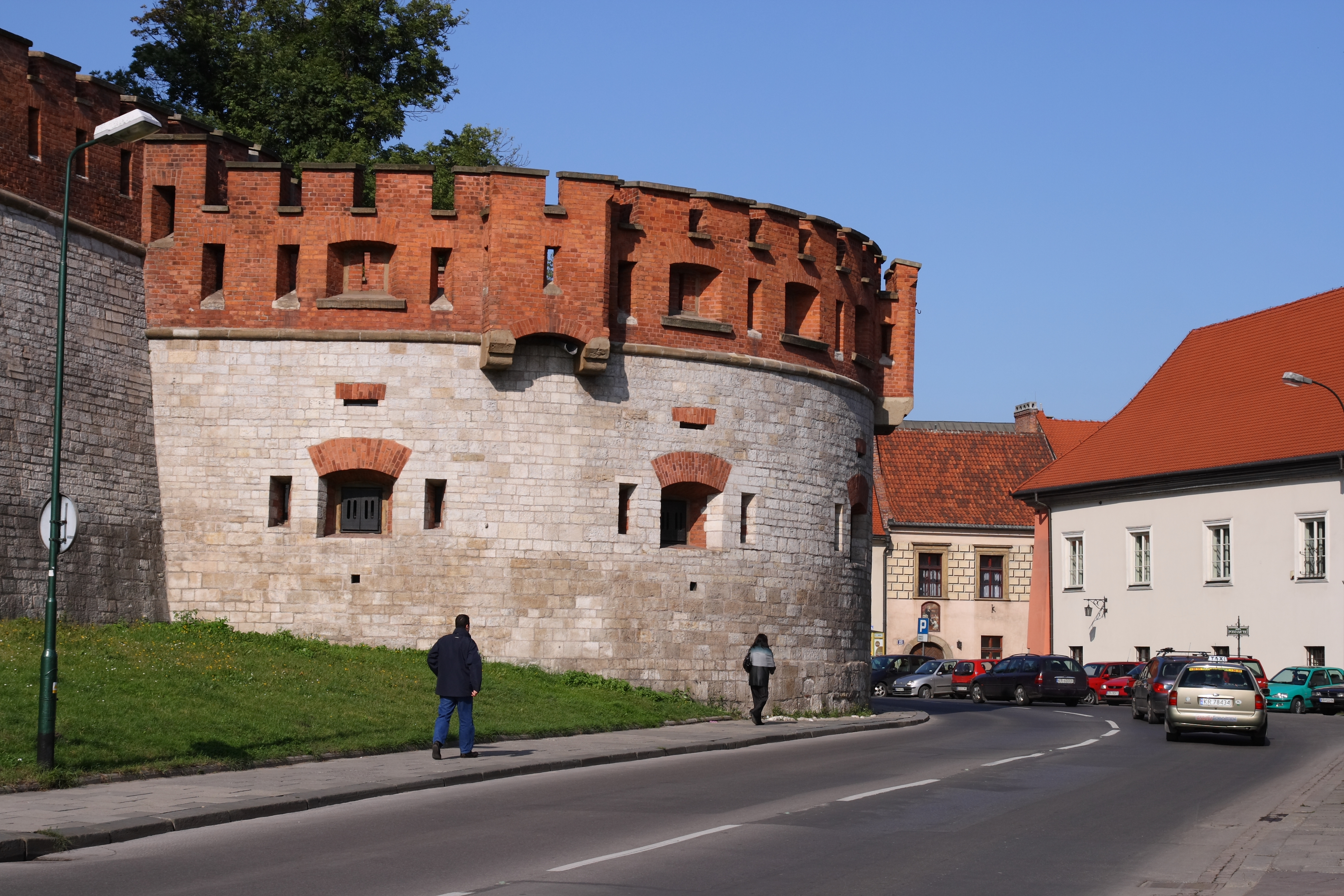
Caponieră, Wawel, Polonia
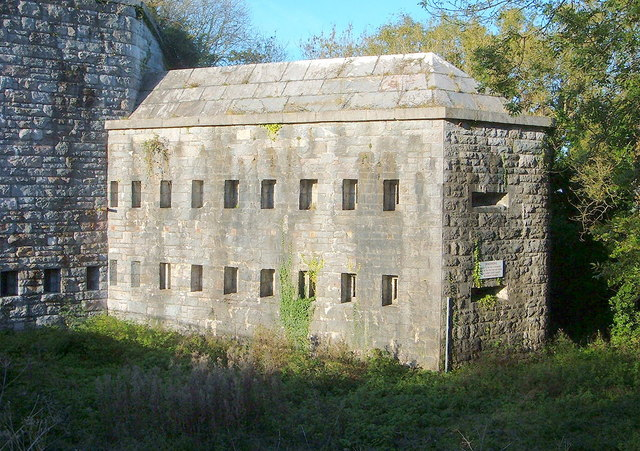
Caponieră, Fort Scraesdon, Cornwall, Regatul Unit
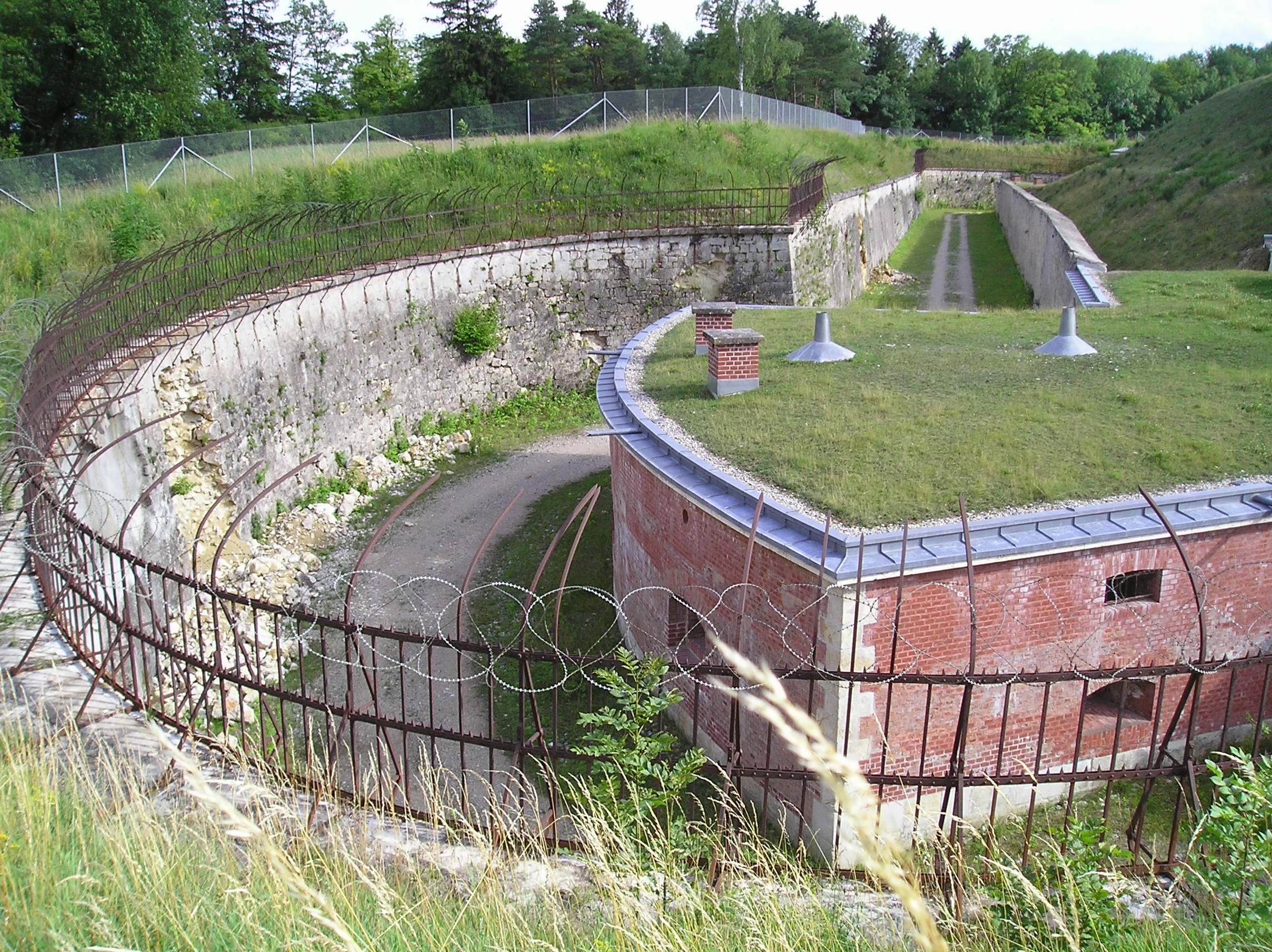
Caponieră, Fort Prinz Karl, lângă Großmehring, Germania